# Ruprecht VI. (Nassau)
Ruprecht VI. (V.) (* vor 1280; † 2. November 1304) war Graf von Nassau aus der Walramischen Linie des Geschlechts.

## Leben
Er war der zweite, aber älteste überlebende von fünf Söhnen des späteren Königs Adolfs von Nassau und dessen Frau Imagina von Isenburg-Limburg. Sein Geburtsdatum ist nicht bekannt, aber da er im Jahre 1292 eine Urkunde ausstellte, die eine Schenkung seiner Großmutter Mathilde von Geldern-Zütphen an das Kloster Altenburg bestätigte, muss er zu dieser Zeit bereits volljährig gewesen sein.
Als Teil der Wahlversprechen des frisch gewählten Königs Adolf und zur Bestätigung seiner Allianz mit König Wenzel II. von Böhmen wurde im Juni 1292 eine Ehevereinbarung für Ruprecht mit Wenzels noch im Kindesalter befindlichen Tochter Agnes von Böhmen geschlossen. Die noch immer junge Agnes wurde im Jahr 1296 an Ruprecht übergeben, starb jedoch schon kurz darauf. Danach wandte sich Wenzel zunehmend von Adolf ab. 
Ruprecht kämpfte am 2. Juli 1298 in der Schlacht bei Göllheim, in der sein Vater getötet wurde. Er selbst geriet in Gefangenschaft des Mainzer Erzbischofs Gerhard II. von Eppstein. Seine Mutter Imagina bat auf dem Hoftag in Nürnberg im Herbst 1298 die Gattin des neuen Königs Albrecht von Habsburg um die Freilassung ihres Sohnes. Im Jahr 1299 wurde er nach den Mainzer Bischofsregesten (Nr. 0617) durch den Herrn von Rheinberg aus der Haft des Erzbischofs befreit.    
Ruprecht folgte seinem Vater als Graf von Nassau und hatte den südlichen (walramschen) Teil der Grafschaft Nassau inne. In Idstein setzte er den Bau von Stadtmauern fort. Er unterstützte König Wenzel bei dessen Streit mit König Albrecht und wurde nach seinem Tod in Prag beigesetzt. Als er kinderlos bereits im Jahr 1305, fünf Jahre nach seiner Befreiung aus der Inhaftierung durch den Mainzer Erzbischof  Gerhardt von Eppstein, verstarb, folgte ihm sein Bruder Gerlach als Graf von Nassau-Idstein-Wiesbaden nach. Dessen 1322 geborener Sohn Gerlach von Nassau wurde später Erzbischof von Mainz.